# Andrzej Retke

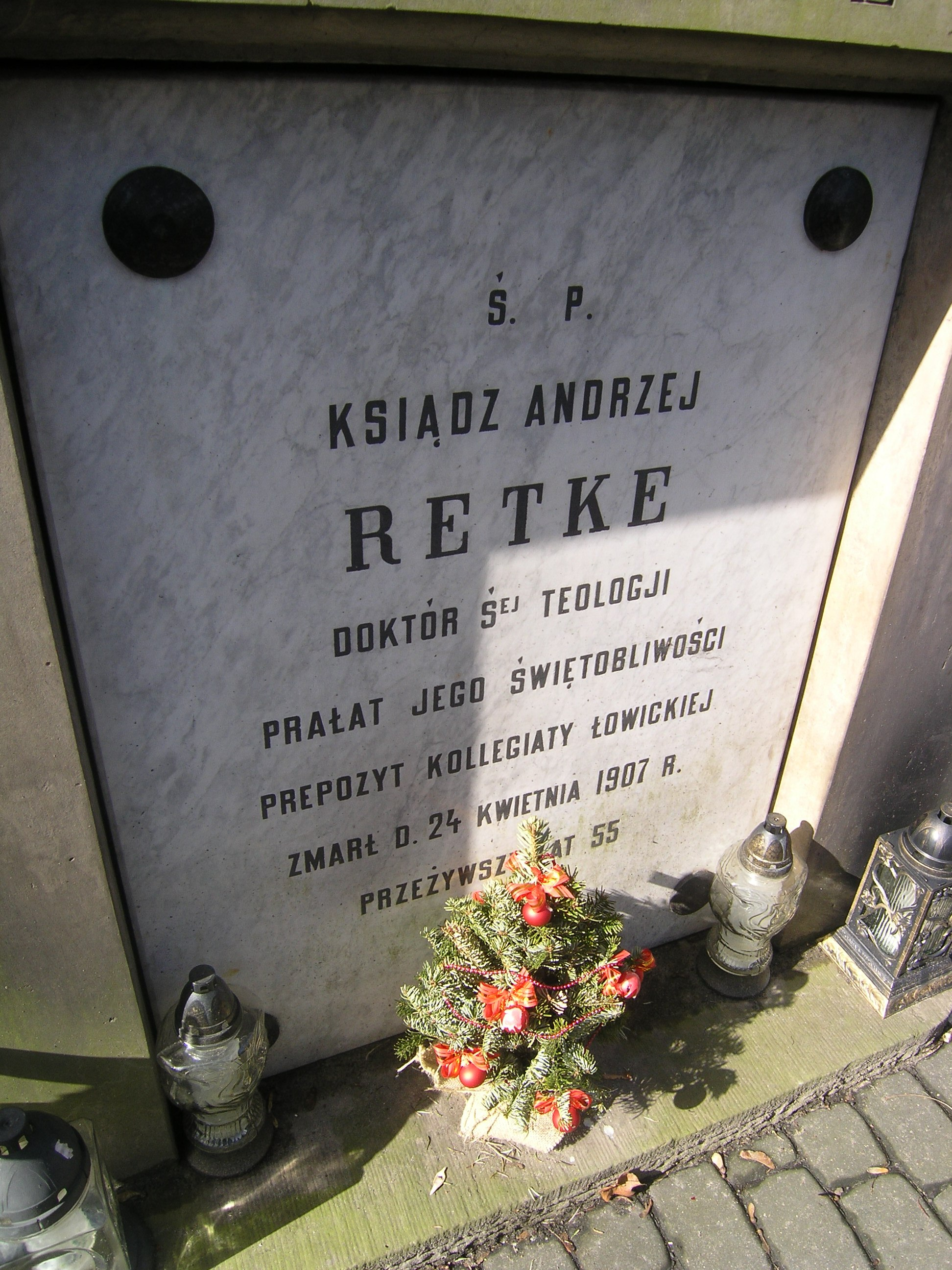
Grób Andrzeja Retkego na Powązkach

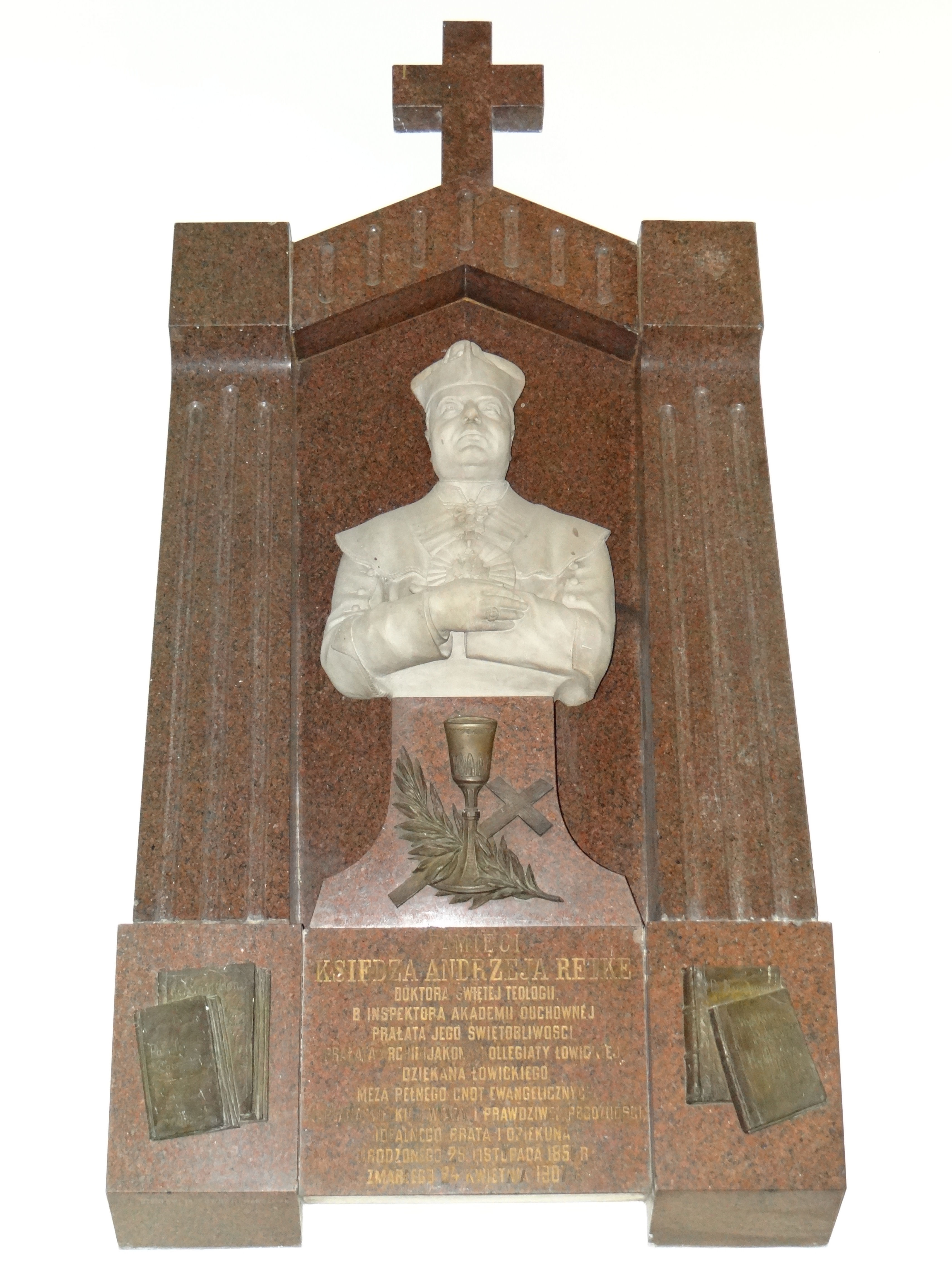
Nagrobek Andrzeja Retkego w bazylice katedralnej w Łowiczu

Andrzej Retke (ur. 29 listopada 1851 w Warszawie, zm. 24 kwietnia 1907 tamże) – polski prezbiter rzymskokatolicki, profesor Cesarskiej Rzymskokatolickiej Akademii Duchownej w Petersburgu, archidiakon łowicki.

## Życiorys
Był synem Mikołaja i Teodory z Przezdembskich. Brat Stanisława. Uczęszczał do III Gimnazjum w Warszawie, w 1869 podjął naukę w warszawskim Seminarium Duchownym Św. Jana; w latach 1873–1877 kontynuował studia w Akademii Duchownej w Petersburgu. Święcenia kapłańskie przyjął 14 lipca 1875 w Petersburgu. W 1877 powrócił do Warszawy i był wikariuszem w kilku parafiach, m.in. kościele katedralnym Św. Jana. Brał udział w pracach komisji ds. skatalogowania biblioteki byłej Akademii Duchownej w Warszawie.
W latach 1884–1902 był profesorem homiletyki, patrologii i ceremonii w Akademii Duchownej w Petersburgu, od 1890 także prawo kanoniczne i kazuistykę prawną; od 1898 był inspektorem Akademii. W 1895 otrzymał tytuł papieskiego prałata domowego. W 1902 powrócił do kraju i został proboszczem w Łowiczu i archidiakonem miejscowej kapituły katedralnej. Był odznaczony Orderem Św. Anny i Orderem Św. Stanisława. Pochowany został na cmentarzu Powązkowskim (kwatera 30-5-17/18).
Był autorem podręczników z prawa małżeńskiego i teologii (m.in. Patrologiae compendium scholis accomodatum, 1889) oraz rozprawy Wykład budowy hymnów w księgach liturgicznych zawartych (1891); pracę tę dedykował arcybiskupowi warszawskiemu Wincentemu Popielowi.